# Magyar filmek listája (2020–)
Ez az oldal a 2020-as évtizedben megjelent, mozikban vagy streamingplatformokon bemutatott magyar filmeket (egész estés játék-, dokumentum-, illetve animációs filmeket) listázza. A lista tartalmazza a koprodukciókat is, így előfordulhatnak olyan magyar gyártású filmek is, amelyeknek sem a rendezője, sem szereplői között nincs magyar nemzetiségű alkotó.

## Filmek évek szerint

### 2020
| Hazai bemutató | Cím                                                 | Műfaj          | Hossz  | Rendező                         | Szereplők | Források    |
| -------------- | --------------------------------------------------- | -------------- | ------ | ------------------------------- | --- | ----------- |
| február 6.     | A feltaláló                                         | életrajzi film | 120 p. | Gyöngyössy Bence                | Gáspár Tibor, Huszárik Kata, Für Anikó, Seress Zoltán, Trill Zsolt                                                      | [ 1 ]       |
| február 13.    | Tékasztorik 2.                                      | vígjáték       | 96 p.  | Martin Csaba Czupi Kála         | Elek Ferenc, Kamarás Iván, Pindroch Csaba, Bihari Viktória, Csuja Imre, Nagy Adri, Varga Viktor                         | [ 2 ]       |
| február 27.    | Zárójelentés                                        | dráma          | 115 p. | Szabó István                    | Klaus Maria Brandauer, Udvaros Dorottya, Eperjes Károly, Stohl András, Bálint András                                    | [ 3 ]       |
| április 23.    | Békeidő                                             | dráma          | 92 p.  | Hajdu Szabolcs                  | Sárosdi Lilla, Wrochna Fanni, Szabó Domokos, Földeáki Nóra, Schilling Árpád, Hajdu Szabolcs, Török-Illyés Orsolya       | [ 4 ] [ 5 ] |
| július 2.      | Vad erdők, vad bércek – A fantom nyomában           | dokumentumfilm | 62 p.  | Mosonyi Szabolcs Bagladi Erika  | | [ 6 ]       |
| július 9.      | A mi Kodályunk                                      | dokumentumfilm | 90 p.  | Petrovics Eszter                | | [ 7 ]       |
| július 9.      | Bogyó és Babóca 4. – Tündérkártyák                  | animációs film | 74 p.  | Antonin Krizsanics M. Tóth Géza | | [ 8 ]       |
| július 23.     | Barta Tamás – Siess haza, vár a mama!               | dokumentumfilm | 85 p.  | Hajdú Eszter                    | | [ 9 ]       |
| július 30.     | Pesti balhé                                         | vígjáték       | 104 p. | Lóth Balázs                     | Mészáros Béla, Petrik Andrea, Elek Ferenc, Inotay Ákos, Szabó Simon, Jászberényi Gábor, Reviczky Gábor, Hegedűs D. Géza | [ 10 ]      |
| augusztus 6.   | Patthelyzet                                         | thriller       | 69 p.  | Szűcs Dóra                      | Kálloy Molnár Péter, Szalay Bence, Szabó Erika, Szabó Máté, Kádár L. Gellért, Ráckevei Anna                             | [ 11 ]      |
| szeptember 10. | Hab                                                 | vígjáték       | 90 p.  | Lakos Nóra                      | Kerekes Vica, Mátray László, Gyarmati Erik, Zsigmond Emőke, Bányai Miklós                                               | [ 12 ]      |
| szeptember 17. | Magdolna                                            | dráma          | 97 p.  | Buvári Tamás                    | Nagy Katica, Buvári Villő                                                                                               | [ 13 ]      |
| szeptember 17. | Nincs parancs!                                      | dokumentumfilm | 71 p.  | Szalay Péter                    | | [ 14 ]      |
| szeptember 24. | Felkészülés meghatározatlan ideig tartó együttlétre | dráma          | 95 p.  | Horvát Lili                     | Stork Natasa, Bodó Viktor, Vilmányi Benett                                                                              | [ 15 ]      |

### 2021
| Hazai bemutató | Cím                           | Műfaj               | Hossz  | Rendező                    | Szereplők | Források      |
| -------------- | ----------------------------- | ------------------- | ------ | -------------------------- | --- | ------------- |
| május 6.       | Mesék a zárkából              | dokumentumfilm      | 81 p.  | Visky Ábel                 | | [ 16 ] [ 17 ] |
| május 13.      | Spirál                        | thriller            | 94 p.  | Felméri Cecília            | Bogdan Dumitrche, Borbély Alexandra, Kiss Diána Magdolna                                                      | [ 18 ]        |
| május 13.      | Fűzfa                         | dráma               | 101 p. | Milčo Mančevski            | Sara Klimoska, Natalija Teodosieva, Kamka Tocinovski, Jelena Jovanova                                         | [ 19 ]        |
| május 20.      | Hét kis véletlen              | dráma               | 105 p. | Gothár Péter               | Rezes Judit, Mészáros Blanka, Mészáros Máté, Börcsök Olivér                                                   | [ 20 ]        |
| május 27.      | Éden                          | dráma               | 153 p. | Kocsis Ágnes               | Lana Barić, Daan Stuyven, Bocskor-Salló Lóránt, Maja Roberti, Makranczi Zalán, Kardos Róbert                  | [ 21 ]        |
| június 3.      | Vad víz: Aqua Hungarica       | dokumentumfilm      | 72 p.  | Fehér Zoltán               | | [ 22 ]        |
| július 1.      | Űrpiknik                      | dramedy             | 80 p.  | Badits Ákos                | Walters Lili, Takács Zalán, Varga Veronika, Lengyel Benjámin                                                  | [ 23 ]        |
| július 1.      | Tobi színei                   | dokumentumfilm      | 81 p.  | Bakony Alexa               | | [ 24 ]        |
| július 3.      | Rengeteg – Mindenhol látlak   | dráma               | 112 p. | Fliegauf Bence             | Sodró Eliza, Gubík Ági, Jakab Juli, Végh Zsolt, Balla Eszter, Keresztes Felícián, Fancsikai Péter             | [ 25 ] [ 26 ] |
| július 8.      | Kövek                         | dokumentumfilm      | 83 p.  | Dobray György              | | [ 27 ]        |
| július 8.      | Hajszra és cselőre            | dokumentumfilm      | 87 p.  | Bodnár V. Róbert           | | [ 28 ]        |
| július 15.     | Becsúszó szerelem             | romantikus vígjáték | 96 p.  | Nagy Viktor Oszkár         | Ötvös András, Gombó Viola Lotti, Stefanovics Angéla, Thuróczy Szabolcs                                        | [ 29 ]        |
| augusztus 12.  | A kuflik és az Akármi         | animációs film      | 83 p.  | Jurik Kristóf              | | [ 30 ]        |
| augusztus 19.  | Így vagy tökéletes            | dramedy             | 102 p. | Varsics Péter              | Fekete Ernő, Béres Márta, Hais Dorottya, Trokán Nóra, Lengyel Tamás                                           | [ 31 ]        |
| augusztus 26.  | Mentés Másképp                | dramedy             | 110 p. | Rózsa Gábor                | Bánovits Vivianne, Sándor Péter, Trokán Péter, Lajos András, Dézsi Darinka, Tóth Krisztina, Virsinszki Zoltán | [ 32 ]        |
| szeptember 2.  | Toxikoma                      | dráma               | 124 p. | Herendi Gábor              | Molnár Áron, Bányai Kelemen Barna, Török-Illyés Orsolya                                                       | [ 33 ]        |
| szeptember 9.  | Hasadék                       | dráma               | 92 p.  | Krasznahorkai Balázs       | Molnár Levente, Orbán Levente, Kovács Lajos, Lovas Rozi                                                       | [ 34 ]        |
| szeptember 9.  | Szent Ignác útja              | dokumentumfilm      | 90 p.  | Tolvaly Ferenc             | | [ 35 ]        |
| szeptember 16. | Természetes fény              | dráma               | 103 p. | Nagy Dénes                 | Szabó Ferenc, Garbacz Tamás, Bajkó László, Franczia Gyula                                                     | [ 36 ]        |
| szeptember 16. | A legjobb dolgokon bőgni kell | dramedy             | 83 p.  | Grosan Cristina            | Thuróczy Szabolcs, Hernádi Judit, Bányai Kelemen Barna, Patkós Márton, Takács Katalin, Friedenthal Zoltán     | [ 37 ]        |
| szeptember 23. | A feleségem története         | romantikus film     | 169 p. | Enyedi Ildikó              | Gijs Naber, Léa Seydoux, Louis Garrel, Hajduk Károly, Rujder Vivien                                           | [ 38 ]        |
| szeptember 30. | Külön falka                   | dráma               | 98 p.  | Kis Hajni                  | Bandor Éva, Galkó Balázs, Spolarics Andrea, Száger Zsuzsa, Füsti Molnár Éva, Dietz Gusztáv, Horváth Zorka     | [ 39 ]        |
| október 7.     | Eltörölni Frankot             | dráma               | 99 p.  | Fabricius Gábor            | Fuchs Benjámin, Blénesi Kincső, Waskovics Andrea, Lénárt István, Székely B. Miklós, Frenák Pál                | [ 40 ]        |
| október 21.    | Elk*rtuk                      | krimi-dráma         | 125 p. | Keith English              | Bánovits Vivianne, Mózes András, Trill Zsolt, Őze Áron, Zayzon Zsolt, Bede-Fazekas Szabolcs, Szikszai Rémusz  | [ 41 ]        |
| október 28.    | Éjjeli őrjárat                | dráma               | 113 p. | Demian József              | Mátray László, Bogdán Zsolt, Nemes Levente, Ilinca Harnut, Manuela Hărăbor, Ada Condeescu, Simona Bondoc      | [ 42 ]        |
| október 28.    | Post Mortem                   | horror              | 115 p. | Bergendy Péter             | Klem Viktor, Hais Fruzsina, Schell Judit                                                                      | [ 43 ]        |
| november 4.    | Magyar Passió                 | dráma               | 95 p.  | Eperjes Károly             | Eperjes Károly, Telekes Péter, Gál Tamás                                                                      | [ 44 ]        |
| november 4.    | Vadlovak – Hortobágyi mese    | dokumentumfilm      | 88 p.  | Török Zoltán               | | [ 45 ]        |
| november 25.   | Evolúció                      | dráma               | 97 p.  | Mundruczó Kornél           | Padmé Hamdemir, Láng Annamária, Monori Lili, Goya Rego                                                        | [ 46 ]        |
| november 25.   | Nagykarácsony                 | romantikus vígjáték | 109 p. | Tiszeker Dániel            | Ötvös András, Zsigmond Emőke, Scherer Péter, Pokorny Lia, Szabó Kimmel Tamás, Csuja Imre, Szerednyey Béla     | [ 47 ]        |
| december 9.    | El a kezekkel a Papámtól!     | családi film        | 97 p.  | Dobó Kata Gulyás Buda      | Csobot Adél, Bokor Barna, Elek Ferenc, Gubás Gabi, Járai Máté, Nagypál Gábor, Pálmai Anna, Pindroch Csaba     | [ 48 ]        |
| december 16.   | Legjobb tudomásom szerint     | dráma               | 123 p. | Lőrincz Nándor Nagy Bálint | Bodolai Balázs, Hámori Gabriella, Menszátor-Héresz Attila, Fenyő Iván, Jakab Juli                             | [ 49 ]        |

### 2022
| Hazai bemutató | Cím                                     | Műfaj               | Hossz  | Rendező                           | Szereplők | Források      |
| -------------- | --------------------------------------- | ------------------- | ------ | --------------------------------- | --- | ------------- |
| január 6.      | Az unoka                                | dráma               | 115 p. | Deák Kristóf                      | Blahó Gergely, Jordán Tamás, Jászberényi Gábor, Pogány Judit, Bárdos Judit, Döbrösi Laura, Papp János, Hámori Ildikó, Tordai Teri, Szalay Krisztina, Hűvösvölgyi Ildikó, Keszég László, Voith Ági | [ 50 ]        |
| február 22.    | Mindörökké                              | dráma               | 77 p.  | Pálfi György                      | Polgár Tamás, Ubrankovics Júlia, Menszátor Héresz Attila, Érsek Obádovics Mercédesz | [ 51 ]        |
| március 3.     | Legendárium – Mesék Székelyföldről      | animációs film      | 80 p.  | Fazakas Szabolcs                  | | [ 52 ]        |
| március 3.     | Tíz perc múlva három                    | romantikus film     | 89 p.  | Dézsy Zoltán                      | Kassai Ilona, Andorai Péter Krisztián, Vészabó Noémi, Pánovics Raymund, Dézsy Zoltán, Farkas Viktória                                                                                             | [ 53 ]        |
| március 17.    | Kilakoltatás                            | vígjáték            | 85 p.  | Fazekas Máté                      | Orosz Ákos, Nagy Mari, Mészáros Blanka, Láng Annamária, Znamenák István, Péter Kata, Pál András, Egger Géza, Török-Illyés Orsolya, Péterfy Bori, Váradi Gergely, Trill Zsolt                      | [ 54 ]        |
| március 17.    | Melegvizek országa                      | dráma               | 82 p.  | Igor Buharov Ivan Buharov         | Bagdi István, Cserhalmi György, Kecskés Karina, Thuróczy Szabolcs, Török-Illyés Orsolya, Hajdu Szabolcs                                                                                           | [ 55 ]        |
| április 7.     | Szelíd                                  | dráma               | 92 p.  | Csuja László Nemes Anna           | Csonka Eszter, Turós György, Krisztik Csaba, Kerekes Éva, Papp János | [ 56 ]        |
| május 12.      | Katinka                                 | dokumentumfilm      | 103 p. | Pálinkás Norbert                  | | [ 57 ]        |
| május 19.      | Boszorkányház                           | vígjáték            | 90 p.  | Nyíri Kovács István               | Bakos Éva, Fazakas Júlia, Kuna Kata, Mészáros Piroska, Nagypál Gábor, Árvai Péter, Szabó Győző, Börcsök Enikő                                                                                     | [ 58 ]        |
| május 26.      | Zanox – Kockázatok és mellékhatások     | romantikus vígjáték | 85 p.  | Baranyi Gábor Benő                | Hatházi András, Sólyom Katalin, Krisztik Csaba, Dráfi Mátyás, Máhr Ági, Vasvári Emese, Danis Lídia, Kósa Béla                                                                                     | [ 59 ]        |
| június 9.      | A játszma                               | krimi               | 112 p. | Fazakas Péter                     | Nagy Zsolt, Kulka János, Hámori Gabriella, Scherer Péter, Staub Viktória | [ 60 ]        |
| június 11.     | A szerenád                              | kísérleti film      | 90 p.  | Máté P. Gábor                     | Szelle Dávid, Buvári Lilla, Módri Györgyi, Kricsár Kamill, Langer Soma, Főző Ditta, Szalay Bence, Pap Lívia, Dér Mária, Trokán Anna                                                               | [ 61 ]        |
| június 25.     | A Karantén Zóna                         | misztikus film      | 78 p.  | Zsótér Indi Dániel                | Pásztor Erzsi, Makranczi Zalán, Ujréti László, Ónodi Eszter, Tankó Erika, Tolnai Klára, Krausz Gergő, Majsai-Nyilas Tünde, Lakatos Máté, Muchichka László                                         | [ 62 ] [ 63 ] |
| június 30.     | Macska a betonban                       | vígjáték            | 96 p.  | Dalnoky Ferenc                    | Erdei Péter, Tar Sándorné, Bérczesi Márton, Nagyné Szőke Krisztina, Kovács Attila, Somogyi Ferenc                                                                                                 | [ 64 ]        |
| augusztus 4.   | Együtt kezdtük                          | dramedy             | 101 p. | Kerékgyártó Yvonne                | Mucsi Zoltán, Pálmai Anna, Kerekes Éva, Jordán Tamás, Szabó Simon, Zsurzs Kati, Szacsvay László                                                                                                   | [ 65 ]        |
| augusztus 25.  | Szia, Életem!                           | vígjáték            | 114 p. | Rohonyi Gábor Vékes Csaba         | Thuróczy Szabolcs, Mucsi Zoltán, Básti Juli, Kovács Patrícia, Vékes Csaba, Tasnádi Bence, Pálmai Anna                                                                                             | [ 66 ]        |
| szeptember 1.  | Ott torony volt                         | dokumentumfilm      | 103 p. | Kécza András                      | | [ 67 ]        |
| szeptember 8.  | Védelem alatt                           | dokumentumfilm      | 89 p.  | Schwechtje Mihály                 | | [ 68 ]        |
| szeptember 15. | Magyar hangja...                        | dokumentumfilm      | 80 p.  | Csapó András                      | | [ 69 ]        |
| szeptember 15. | Nyugati nyaralás                        | krimi vígjáték      | 90 p.  | Lévai Balázs Tiszeker Dániel      | Mészáros Máté, Pokorny Lia, Szőke Abigél, Tóth Mátyás, Patkós Márton, Orosz Ákos, Ötvös András, Katona Péter Dániel, Szervét Tibor, Péterfy Bori, Kuttner Bálint                                  | [ 70 ]        |
| szeptember 22. | Bereményi kalapja                       | dokumentumfilm      | 122 p. | Papp Gábor Zsigmond               | | [ 71 ]        |
| szeptember 22. | Családi legendák                        | animációs film      | 65 p.  | Glaser Katalin                    | | [ 72 ]        |
| szeptember 22. | Elátkozott barlang                      | fantasy             | 98 p.  | Mariana Solčanská-Čengel          | Tereza Bebarová, Predrag Bjelac, Karel Dobrý, Jan Dolanský, Marko Igonda, Václav Kopta, Zuzana Stivínová                                                                                          | [ 73 ]        |
| szeptember 22. | Magasságok és mélységek                 | dráma               | 98 p.  | Csoma Sándor                      | Pál Emőke, Trill Zsolt | [ 74 ]        |
| október 6.     | Hűség                                   | dokumentumfilm      | 85 p.  | Szekeres Csaba                    | | [ 75 ]        |
| október 13.    | Múlt és jelen: Vizeink az ember kezében | dokumentumfilm      | 80 p.  | Fehér Zoltán                      | | [ 76 ]        |
| október 20.    | Blokád                                  | dráma               | 90 p.  | Tősér Ádám                        | Vidnyánszky Attila, Seress Zoltán, Gáspár Tibor, Szacsvay László, Tóth Ildikó, Sütő András, Végh Zsolt                                                                                            | [ 77 ]        |
| október 20.    | Toldi – A mozifilm                      | animációs film      | 107 p. | Csákovics Lajos Jankovics Marcell | | [ 78 ]        |
| október 27.    | Hétköznapi kudarcok                     | dráma               | 84 p.  | Grosan Cristina                   | Kerekes Vica, Petra Bučková, Jana Stryková | [ 79 ]        |
| november 3.    | Szimpla manus                           | vígjáték            | 75 p.  | Magyar Attila                     | Sütő András, Györgyi Anna, Kálloy Molnár Péter, Zsurzs Kati, Harsányi Gábor, Cserna Antal, Dengyel Iván, Sári Éva, Hajdu Steve                                                                    | [ 80 ]        |
| november 10.   | Béke – A nemzetek felett                | dokumentumfilm      | 90 p.  | Babos Tamás Tősér Ádám            | | [ 81 ]        |
| november 10.   | Ki kutyája vagyok én?                   | dokumentumfilm      | 80 p.  | Lakatos Róbert                    | | [ 82 ]        |
| november 17.   | Veszélyes lehet a fagyi                 | romantikus vígjáték | 90 p.  | Szilágyi Fanni                    | Stork Natasa, Patkós Márton, Szabó Máté, Bódi Magdi | [ 83 ]        |
| november 17.   | Jóreménység-sziget                      | kalandfilm          | 128 p. | Ljasuk Dimitry                    | Ljasuk Dimitry, Baranyák Béla, Dorogi Fernanda, Papp János, Molnár Barnabás | [ 84 ]        |
| december 1.    | A mi Kodályunk 2. – Psalmus Hungaricus  | dokumentumfilm      | 81 p.  | Petrovics Eszter                  | | [ 85 ]        |
| december 1.    | Larry                                   | dráma               | 108 p. | Bernáth Szilárd                   | Thuróczy Szabolcs, Vilmányi Benett | [ 86 ]        |
| december 8.    | Átjáróház                               | romantikus vígjáték | 90 p.  | Madarász Isti                     | Rujder Vivien, Bárnai Péter, Kútvölgyi Erzsébet, Kulka János | [ 87 ]        |
| december 8.    | Aki legyőzte az időt – Keleti Ágnes     | dokumentumfilm      | 78 p.  | Oláh Kata                         | | [ 88 ]        |

### 2023
| Hazai bemutató | Cím                                   | Műfaj               | Hossz  | Rendező                                 | Szereplők | Források |
| -------------- | ------------------------------------- | ------------------- | ------ | --------------------------------------- | --- | -------- |
| január 12.     | Jövő nyár                             | dráma               | 73 p.  | Kárpáti György Mór                      | Tankó Erika, Brezovszky Dániel, Krisztik Csaba, Farkas Bianka, Kerekes Márton | [ 89 ]   |
| február 16.    | Az almafa virága                      | romantikus film     | 110 p. | Szűcs Dóra                              | Koltai-Nagy Balázs, Nari Nguyen, Sütő András, Kálloy Molnár Péter, Takács Katalin, Dunai Tamás, Juhász Jázmin, Dzhuliya Lam                                                           | [ 90 ]   |
| március 2.     | 129                                   | fantasy             | 86 p.  | Peter Noel                              | Csuja Imre, Törőcsik Franciska, Hevér Gábor, Szabó Erika, Elek Ferenc, Molnár Piroska, Ostorházi Bernadett                                                                            | [ 91 ]   |
| március 2.     | Szétszakítva                          | háborús film        | 77 p.  | Burján Zsigmond                         | Tűzkő Sándor, Balogh Mihály, Szigeti Anna, Csille Ildikó, Nagy Judit, Udvaros György, Barbély Gábor                                                                                   | [ 92 ]   |
| március 9.     | Hadik                                 | kalandfilm          | 105 p. | Szikora János                           | Szabó Győző, Trill Zsolt, Molnár Áron, Szalma Tamás, Julia Jakubowska, Horváth Lili, Madár Tamás                                                                                      | [ 93 ]   |
| március 16.    | Kojot négy lelke                      | animációs film      | 106 p. | Gauder Áron                             | | [ 94 ]   |
| március 23.    | Hat hét                               | dráma               | 95 p.  | Szakonyi Noémi Veronika                 | Román Katalin, Járó Zsuzsa, Balsai Móni, Mészáros András, Györgyi Anna, Keresztesi Kitty, Takács Katalin                                                                              | [ 95 ]   |
| március 30.    | Műanyag égbolt                        | animációs film      | 110 p. | Bánóczki Tibor Szabó Sarolta            | | [ 96 ]   |
| március 30.    | Saját erdő                            | dokumentumfilm      | 65 p.  | Kárpáti György Mór                      | | [ 97 ]   |
| április 6.     | Bogyó és Babóca 5. – Hónapok meséi    | animációs film      | 70 p.  | Fazakas Kinga M. Tóth Géza              | | [ 98 ]   |
| április 6.     | Háromezer számozott darab             | dráma               | 96 p.  | Császi Ádám                             | Farkas Franciska, Horváth Kristóf, Pászik Krisztofer | [ 99 ]   |
| április 13.    | Az első kettő                         | dráma               | 84 p.  | Szövényi-Lux Balázs                     | Nyakó Júlia, Drahota Andrea, Hannah Saxby, Bergendi Barnabás, Fazakas Bendegúz, Fazekas Géza, Heim Vilmos                                                                             | [ 100 ]  |
| április 20.    | A nemzet aranyai                      | dokumentumfilm      | 149 p. | Zákonyi S. Tamás                        | | [ 101 ]  |
| május 4.       | Radics Béla, a megátkozott gitáros    | életrajzi film      | 100 p. | Klacsán Gábor                           | Rák Zoltán, Bede-Fazekas Szabolcs, Dunai Csenge, Fecske Dávid, Forgács Péter, Király Attila, Szabó Sipos Barnabás, Szemenyei János, Trill Zsolt, Zsurzs Kati                          | [ 102 ]  |
| május 11.      | Legénybúcsú Extra                     | dráma               | 100 p. | Rózsa Gábor                             | Virsinszki Zoltán, Kálloy Molnár Péter, Varga Ádám, Nagy Alexandra, Sütő András | [ 103 ]  |
| május 11.      | Semmi – Báb-film-színház              | bábfilm             | 101 p. | Csonka Maresz Hoffer Károly Moll Zoltán | Spiegl Anna, Pájer Alma Virág, Pallai Mara, Ács Norbert, Tatai Zsolt, Teszárek Csaba, Pethő Gergő, Szolár Tibor, Blasek Gyöngyi                                                       | [ 104 ]  |
| június 22.     | Látom, amit látsz                     | sci-fi              | 102 p. | Szabó Mátyás                            | Lukáts Andor, Nagy Mari, Hartai Petra, Vilmányi Benett, Lestyán Attila | [ 105 ]  |
| szeptember 14. | Varrat                                | dokumentumfilm      | 96 p.  | Kempf Márta Anna                        | | [ 106 ]  |
| szeptember 21. | Végtelen víztükör                     | thriller            | 117 p. | Brandon Cronenberg                      | Alexander Skarsgård, Mia Goth, Cleopatra Coleman, Thomas Kretschmann, Caroline Boulton, Jalil Lespert, Amanda Brugel                                                                  | [ 107 ]  |
| szeptember 28. | A másik érintése                      | dráma               | 96 p.  | Buvári Tamás                            | Trill Zsolt, Nagy Katica, Farkas Franciska, Epres Attila, Danis Lídia, Trokán Anna, Máté Gábor, Cservák Zoltán                                                                        | [ 108 ]  |
| október 5.     | Magyarázat mindenre                   | dráma               | 151 p. | Reisz Gábor                             | Sodró Eliza, Znamenák István, Király Dániel, Kizlinger Lilla, Hatházi András, Kocsis Gergely                                                                                          | [ 109 ]  |
| október 5.     | Tisza-tó, az ember alkotta paradicsom | dokumentumfilm      | 85 p.  | Szendőfi Balázs                         | | [ 110 ]  |
| október 19.    | Cicaverzum                            | romantikus vígjáték | 91 p.  | Szeleczki Rozália                       | Törőcsik Franciska, Polgár Csaba, Udvaros Dorottya, Csobot Adél, Alföldi Róbert, Tordai Teri, Martin Márta, Blahó Gergely, Patkós Márton                                              | [ 111 ]  |
| október 26.    | Mellékszereplők                       | dráma               | 110 p. | Sopsits Árpád                           | Farkas Franciska, Jászberényi Gábor, Telek Tibor Zoltán, Telek Babita, Dömök Edina, Vokó Lili, Sopsits Árpád                                                                          | [ 112 ]  |
| november 2.    | Elfogy a levegő                       | dráma               | 104 p. | Moldovai Katalin                        | Krasznahorkai Ágnes, Skovrán Tünde, Sándor Soma, Dimény Áron, Bölönyi Zsolt, Lőrincz Ágnes                                                                                            | [ 113 ]  |
| november 9.    | Mesterjátszma                         | pszichothriller     | 90 p.  | Tóth Barnabás                           | Varga-Járó Sára, Váradi Gergely, Hajduk Károly, Péterfy Bori, Mácsai Pál, Szirtes Ági, Váry Károly, David Yengibarian, Orbán Levente, Dóra Béla                                       | [ 114 ]  |
| november 9.    | Polonia akció 1920                    | dokumentumfilm      | 90 p.  | Kiss Sándor Kussinszky Kornél           | | [ 115 ]  |
| november 16.   | Libertate ’89 – Nagyszeben            | történelmi dráma    | 109 p. | Tudor Giurgiu                           | Bíró József, Dimény Áron, Deák Zoltán, Ionuţ Caras, Alexandru Papadopol, Mirela Oprişor                                                                                               | [ 116 ]  |
| november 16.   | Magasmentés                           | dráma               | 109 p. | Fésős András                            | Bogdan Dumitrache, Börcsök Olivér, Cserhalmi György, Hegedűs D. Géza, Kovács Lajos, Keszég László, Schneider Zoltán, Bánfalvi Eszter, Takáts Andrea, Keresztes Tamás, Makranczi Zalán | [ 117 ]  |
| november 23.   | Éger                                  | krimi               | 116 p. | Nagy Borús Levente                      | Kálid Artúr, Kovács Tamás, Nagy Zsolt, Péterfy Bori, Schmied Zoltán, Szilágyi Csenge, Zsótér Sándor                                                                                   | [ 118 ]  |
| november 30.   | Semmelweis                            | életrajzi film      | 127 p. | Koltai Lajos                            | Vecsei H. Miklós, Nagy Katica, Gálffi László, Kovács Lajos, Lengyel Ferenc, Elek Ferenc, Simon Kornél, Kovács Tamás, Szűcs Nelli, Znamenák István, Hajduk Károly, Mészáros Blanka     | [ 119 ]  |
| december 14.   | Valami madarak                        | dráma               | 90 p.  | Hevér Dániel                            | Szacsvay László, Kizlinger Lilla | [ 120 ]  |
| december 21.   | Tomi, Polli és a varázsfény           | animációs film      | 82 p.  | Filip Posivac                           | | [ 121 ]  |

### 2024
| Hazai bemutató | Cím                                                    | Műfaj               | Hossz  | Rendező                        | Szereplők | Források |
| -------------- | ------------------------------------------------------ | ------------------- | ------ | ------------------------------ | --- | -------- |
| január 4.      | Nem halok meg                                          | dokumentumfilm      | 90 p.  | Dér Asia                       | | [ 122 ]  |
| január 18.     | Hatalom                                                | politikai thriller  | 88 p.  | Prikler Mátyás                 | Hajdu Szabolcs, Jan Kačer, Kormos Mihály, Mokos Attila, Bandor Éva, Lucia Kasová, Ingrid Timková, Miroslav Krobot | [ 123 ]  |
| február 8.     | Árni                                                   | dráma               | 103 p. | Vermes Dorka                   | Székely B. Miklós, Spolarics Andrea, Turi Péter, Gyöngyösi Zoltán, Kovács Botond, Dino Benjamin | [ 124 ]  |
| február 8.     | Keskeny út a boldogság felé                            | dokumentumfilm      | 83 p.  | Oláh Kata                      | | [ 125 ]  |
| február 15.    | Nyersanyag                                             | dráma               | 108 p. | Boross Martin                  | Dér Zsolt, Pál András, Mészáros Blanka, Baki Dániel, Tankó Erika, Szabó Stefi | [ 126 ]  |
| február 22.    | Lefkovicsék gyászolnak                                 | dráma               | 85 p.  | Breier Ádám                    | Bezerédi Zoltán, Szabó Kimmel Tamás, Máhr Ági, Leo Gagel, Kardos Róbert, Török András, Lőkös Ildikó, Tímár Éva | [ 127 ]  |
| március 14.    | Kálmán-nap                                             | dráma               | 71 p.  | Hajdu Szabolcs                 | Hajdu Szabolcs, Tóth Orsi, Földeáki Nóra, Gelányi Imre, Szabó Domokos | [ 128 ]  |
| március 14.    | Most vagy soha!                                        | kalandfilm          | 135 p. | Lóth Balázs                    | Berettyán Nándor, Mosolygó Sára, Horváth Lajos Ottó, Jászberényi Gábor, Szerednyey Béla, Lukács Sándor, Fehér Tibor, Bergendi Barnabás, Bordás Roland | [ 129 ]  |
| március 28.    | Bogyó és Babóca 6. – Csengettyűk                       | animációs film      | 70 p.  | Fazakas Kinga M. Tóth Géza     | | [ 130 ]  |
| április 4.     | Kék Pelikan                                            | animációs film      | 79 p.  | Csáki László                   | | [ 131 ]  |
| április 11.    | Carte Rouge – Vörös térkép                             | dokumentumfilm      | 60 p.  | Gerebics Sándor                | | [ 132 ]  |
| április 18.    | Bonus Trip                                             | akcióvígjáték       | 113 p. | Martin Csaba                   | Spencer Vaughn Kelly, Camryn Jackson, Vanessa Aleksander, Bruce Lester Johnson, Matthew Simpson, Glenn Wrage, Janis Ahern, Ónodi Eszter, Árpa Attila, Simor Olivér, Czukor Balázs | [ 133 ]  |
| április 25.    | Emma és Eddie: A képen kívül                           | dokumentumfilm      | 93 p.  | Hörcher Gábor                  | | [ 134 ]  |
| május 2.       | A boldogság ügynöke                                    | dokumentumfilm      | 94 p.  | Arun Bhattarai Zurbó Dorottya  | | [ 135 ]  |
| május 23.      | 2550                                                   | dokumentumfilm      | 62 p.  | Mándi Ferenc                   | | [ 136 ]  |
| június 27.     | Szent                                                  | politikai thriller  | 105 p. | Sebastian Buttny               | Mateusz Kosciukiewicz, Lena Gora, Dobromir Dymecki, Leszek Lichota | [ 137 ]  |
| szeptember 12. | Nemere István: Addig írok, amíg élek                   | dokumentumfilm      | 71 p.  | Szalma Sándor                  | | [ 138 ]  |
| szeptember 12. | Zenit                                                  | sci-fi              | 74 p.  | Kristóf György                 | Judith State, Ladányi Andrea, Egyed Beáta, Tristan Sagon, Feicht Zoltán, Bitó Katalin, Szilvási Anna, Lőrincz Katalin, Kelemen Patrik, Jacsó Anna, Samuel Caleb, Evegenia Turushkina, Till Jenewein, Paulína Smatláková, Linus Janser                                                  | [ 139 ]  |
| szeptember 19. | Fekete pont                                            | dráma               | 119 p. | Szimler Bálint                 | Mészöly Anna, Paul Mátis, Kovács Ákos, Mátis Inez, Lőkös Ildikó, Marozsán Erika, Nádasi László | [ 140 ]  |
| szeptember 26. | Kaláka – A Kárpátoktól a Karib-tengerig                | dokumentumfilm      | 96 p.  | Pigniczky Réka                 | | [ 141 ]  |
| szeptember 26. | Lepattanó                                              | vígjáték            | 105 p. | Vékes Csaba                    | Scherer Péter, Derzsi Dezső, Waskovics Andrea, Patrick Duffy, Elek Ferenc, Harmath Imre, Valcz Péter, Gyuricza István, Rába Roland, Mucsi Zoltán, Gáspár Sándor, Györgyi Anna, Ónodi Gábor, Katona László, Petrik Andrea, Németh Klára, Fekete-Lovas Zsolt                             | [ 142 ]  |
| október 3.     | Bolond Istók                                           | dráma               | 95 p.  | Hegedűs Georgina Rohonyi Gábor | Pál András, Liber Ágoston, Gellért Dorottya, Jordán Adél, Hajdu Steve | [ 143 ]  |
| október 3.     | Január 2.                                              | dráma               | 88 p.  | Szilágyi Zsófia                | Jóvári Csenge, Konrád Zsuzsanna | [ 144 ]  |
| október 10.    | Egy százalék indián                                    | dráma               | 82 p.  | Hajdu Szabolcs                 | Hajdu Szabolcs, Tóth Orsi, Pető Kata, Gelányi Imre, Szabó Domokos, Tankó Erika | [ 145 ]  |
| október 21.    | A legbelsőbb Ázsia – Magyarok nyomában Mongolországban | dokumentumfilm      | 81 p.  | Füredi Zoltán                  | | [ 146 ]  |
| október 24.    | Akkord                                                 | dokumentumfilm      | 72 p.  | Kempf Márta Anna               | | [ 147 ]  |
| október 31.    | És mi van Tomival?                                     | dráma               | 100 p. | Till Attila                    | Thuróczy Szabolcs, Polgár Tamás, Sodró Eliza, Fodor Annamária, Tóth Zsófia, Patkós Márton, Básti Juli | [ 148 ]  |
| október 31.    | Ma este gyilkolunk                                     | krimi-vígjáték      | 90 p.  | Fazakas Péter                  | Kern András, Hermányi Mariann, Jordán Tamás, Bodrogi Gyula, Bánsági Ildikó, Koltai Róbert, Pogány Judit, Takács Katalin, Bálint András, Bánki Gergely, Stefanovics Angéla, Pál András, Keresztes Tamás, Hámori Ildikó, Elek Ferenc, Gyöngyösi Zoltán, Herczeg Adrienn, Závodszky Noémi | [ 149 ]  |
| november 7.    | Holnap meghalok                                        | horror              | 81 p.  | Cibulya Nikol                  | Kurta Niké, Meyer Lili, Kerekes Márton, Baki Dániel, Makranczi Zalán, Wrochna Fanni, Hárshegyi Ilma | [ 150 ]  |
| november 21.   | Futni mentem                                           | romantikus vígjáték | 105 p. | Herendi Gábor                  | Udvaros Dorottya, Lovas Rozi, Tenki Réka, Trill Beatrix, Bányai Kelemen Barna, Csányi Sándor, Ember Márk, Csuja Imre, Schmied Zoltán, Gálffi László, Hevér Gábor, Trokán Péter, Góg Anikó                                                                                              | [ 151 ]  |
| november 21.   | KIX                                                    | dokumentumfilm      | 92 p.  | Mikulán Dávid Révész Bálint    | | [ 152 ]  |
| november 28.   | Mi vagyunk Azahriah                                    | zenés film          | 89 p.  | Mazzag Izabella                | Azahriah, Ionescu Raul, Juniki Noémi | [ 153 ]  |
| december 5.    | Mélypont érzés                                         | dokumentumfilm      | 85 p.  | Miklós Ádám                    | | [ 154 ]  |
| december 12.   | Csendes éj                                             | dráma               | 125 p. | Dettre Gábor                   | Molnár Piroska, Vilmányi Benett, Mucsi Zoltán | [ 155 ]  |
| december 12.   | DAC film                                               | dokumentumfilm      | 94 p.  | Tősér Ádám                     | | [ 156 ]  |
| december 12.   | Hogyan tudnék élni nélküled?                           | zenés vígjáték      | 105 p. | Orosz Dénes                    | Törőcsik Franciska, Ember Márk, Fecske Dávid, Marics Peti, Brasch Bence, Kirády Marcell, Márkus Luca, Kovács Harmat, Varga-Járó Sára, Medveczky Balázs, Markó-Valentyik Anna, Szántó Balázs, Györgyi Anna, Barta Veronika, Seress Zoltán                                               | [ 157 ]  |

### 2025
| Hazai bemutató  | Cím                                            | Műfaj          | Hossz  | Rendező                | Szereplők | Források |
| --------------- | ---------------------------------------------- | -------------- | ------ | ---------------------- | --- | -------- |
| január 16.      | Véletlenül írtam egy könyvet                   | családi film   | 98 p.  | Lakos Nóra             | Demeter Villő, Mátray László, Rujder Vivien, Zsurzs Kati, Tenki Réka, Lovas Rozi, Mucsi Zoltán, Bonca Hárs                                | [ 158 ]  |
| február 6.      | Emma és a halálfejes lepke                     | dráma          | 129 p. | Iveta Grófová          | Borbély Alexandra, Milan Ondrík, Bandor Éva, Ján Mistrík, Florentín Groll, Ujlaki Dénes, Alexander E. Fennon, Molnár Piroska, Nico Klimek | [ 159 ]  |
| február 13.     | Sünvadászat                                    | dráma          | 89 p.  | Schwechtje Mihály      | Polgár Csaba, Mari Dorottya, Jakab Juli                                                                                                   | [ 160 ]  |
| március 20.     | Minden Rendben                                 | dráma          | 85 p.  | Sós Bálint Dániel      | Hajdu Szabolcs, Sáfrány Ágoston, Háy Anna, Friedenthal Zoltán, Kerkay Rita                                                                | [ 161 ]  |
| március 27.     | John Vardar vs a Galaxis                       | animációs film | 85 p.  | Goce Cvetanovski       | | [ 162 ]  |
| április 10.     | Reménytelenül – József Attila pszichoanalízise | életrajzi film | 102 p. | Rózsa Gábor            | Sütő András, Michl Júlia, Márkus Luca, Adányi Alex, Mult István, Kocsis Gergely, Mikola Gergő                                             | [ 163 ]  |
| április 17.     | Csongor és Tünde                               | animációs film | 82 p.  | Máli Csaba Pálfi Zsolt | | [ 164 ]  |
| Bemutatásra vár |                                                |                |        |                        | |          |